# Edition bi:libri
Der Verlag bilibri, früher Edition bi:libri, ist „der erste[…] Verlag für bilinguale Kinderbücher“. Gegründet wurde er 2004 von der Literaturwissenschaftlerin Kerstin Schlieker. Seinen Sitz hat der Verlag in München. Der Verlag ist Mitglied im Börsenverein des Deutschen Buchhandels und der Arbeitsgemeinschaft von Jugendbuchverlagen (avj) e.V.

## Geschichte
Edition bi:libri wurde 2004 als Verlag für zweisprachige Kinderbücher gegründet.
Seit 2008 besteht eine Kooperation mit dem NordSüd Verlag in Zürich. Seitdem werden bei Edition bi:libri bekannte Figuren wie der Regenbogenfisch, der kleine Eisbär oder Heule Eule auch zweisprachig in mehreren Sprachausgaben veröffentlicht.
Zudem wurde 2010 eine Vertriebs- und Marketingkooperation mit dem Hueber Verlag, dem Marktführer im Bereich DaF, geschlossen.
Seit 2015 ist Kristy Koth, ebenfalls promovierte Literaturwissenschaftlerin, Verlegerin und Geschäftsführerin.
Zum 1. Januar 2024 wurde der Verlag an den NordSüd Verlag AG, mit Sitz in Zürich, verkauft. Zu diesem Zweck wurde die NordSüd Verlag GmbH mit Sitz in München gegründet. Zur Geschäftsführung gehören, neben Kristy Koth, Herwig Bitsche und Nina Grünberger, die Co-Geschäftsführenden von der NordSüd Verlag AG.
Eselsohr schätzte bi:libri als den Verlag für zweisprachige Kinderbücher ein.

## Programm
Bücher von Edition bi:libri thematisieren unter anderem kulturell Übergreifendes wie Freundschaft, Toleranz, Mut sammeln, Ängste überwinden.
Die derzeitige Sprachauswahl (2025) umfasst Albanisch, Arabisch, Englisch, Französisch, Griechisch, Italienisch, Kurdisch/Kurmancî, Persisch/Farsi, Polnisch, Portugiesisch, Rumänisch, Russisch, Spanisch, Tigrinya, Türkisch und Ukrainisch – immer in Kombination mit Deutsch.
Den meisten Bilderbüchern ist eine CD beigefügt oder mp3-Audio-Download über ein Hörbuch-Code erhältlich, auf der die Texte in den jeweiligen Sprachen von Muttersprachlern eingesprochen wurden. Bei den Titeln, die in Kooperation mit NordSüd entstehen, können die Audio-Dateien auch über ein Code im Internet heruntergeladen werden.
Im Programm befinden sich zusätzlich zwei Reihen: zum einen die Reihe „bilibrini – die kleinen Zweisprachigen“, zum anderen die Reihe „ich lese zweisprachig!“ Bei den „bilibrinis“ handelt es sich um kleine Softcover (im DIN A-5-Format), mit denen wichtiger Grundwortschatz durch eine zusätzliche Wort-Bild-Leiste auf jeder Seite vermittelt wird. Die Erstlesebücher „billis“ behandeln Themen, die vor allem Kinder im Grundschulalter ansprechen sollen.

## Autoren
Zu den bekannten Autoren bei Edition bi:libri zählen unter anderem Lena Hesse, Thorben Kuhlmann, Marcus Pfister, Constanze von Kitzing und Ulrike Rylance.